# Жезкент
Жезке́нт (каз. Жезкент) — селище у складі Бородуліхинського району Абайської області Казахстану. Адміністративний центр та єдиний населений пункт Жезкентської селищної адміністрації.
Населення — 7917 осіб (2021; 9888 у 2009, 10554 у 1999, 9576 у 1989).
Станом на 1989 рік селище мало статус селища міського типу.